# サモアオグロバン
サモアオグロバン（Gallinula pacifica）は、ツル目クイナ科バン属に分類される鳥類。別名サモアバン。

## 分布
アメリカ合衆国（サモア）固有種

## 形態
全長23-25センチメートル。頭部の羽衣は黒、体上面の羽衣は緑褐色がかった黒。頸部から胸部の羽衣は青みがかった灰黒色、腹部の羽衣は暗灰黒色。腰や尾羽基部の上面（上尾筒）を被う羽毛や尾羽は黒い。翼は小型。
眼は大型。嘴は赤く、額の裸出部は黄色。後肢は赤いと考えられる。

## 生態
山地にある森林などに生息していた。眼が大型であることから夜行性と考えられている。ほとんど飛翔することはできない。

## 人間との関係
生息地では食用とされたこともある。
食用の乱獲、人為的に移入されたネコやネズミによる捕食などにより生息数は激減した。1873年以降の発見例がなく、1907年には絶滅したと考えられている。1984年に不確実ながら本種と思われる鳥類の発見例がある。